# Frank Schulz-Nieswandt
Frank Schulz-Nieswandt (* 22. Juli 1958 in Bochum) ist ein deutscher Sozialwissenschaftler.

## Leben
Von 1996 bis 1998 war er beim Deutschen Zentrum für Altersfragen (DZA) in Berlin tätig, zuletzt als Wissenschaftlicher Direktor. Er war an den Universitäten Bochum, Regensburg, Konstanz, Kassel, Göttingen und Bielefeld tätig. Er war von 2011 bis 2023 Honorarprofessor für Sozialökonomie der Pflege an der PTH Vallendar. 1998 erhielt er einen Ruf nach Köln und Kassel und entschied sich für die Universität Köln. Er hat die Professur für Sozialpolitik und Methoden der qualitativen Sozialforschung im Institut für Soziologie und Sozialpsychologie (ISS) inne und ist Geschäftsführender Direktor des Seminars für Genossenschaften an der Universität zu Köln. Dort wurde er im Juli 2024 emeritiert.
Seine Forschungs- und Lehrschwerpunkte liegen in der Interdisziplinären Alternsforschung im Schnittbereich zu Themen der Integrierten Medizin, der sozialraumorientierten Pflegestrukturplanung und der Wohnformen im Alter, im Europarecht und sozialen Dienstleistungen sowie öffentlicher Daseinsvorsorge, in der Anthropologie und Kulturgeschichte der Sozialpolitik der Gegenseitigkeitshilfe sowie im Dritten Sektor und den Formen bürgerschaftlichen Engagements sowie Gesundheitsselbsthilfegruppen.
Schulz-Nieswandt war von 1999 bis 2009 Vorsitzender der Gesellschaft für Sozialen Fortschritt e.V. und gehört dem Ehrenvorstand an.

## Schriften (Auswahl)
- Sozialpolitik und Alter, Stuttgart 2008, ISBN 3-17-018144-0.
- Die unvollkommene Paideia. Eine psychomotorische Hermeneutik meiner Odyssee zwischen Schicksal und Freiheit. Würzburg 2019, ISBN 3-8260-6703-7.
- Selbsthilfeförderung im ländlichen Raum. Das Fallbeispiel der KISS in der Trägerschaft von „Soziales Netzwerk Lausitz“. Baden-Baden 2020, ISBN 3-8487-6366-4.
- Gemeinwirtschaft – Grundriss einer Morphologie der dualen Wirtschaft. In memoriam Theo Thiemeyer (1929–1991). Berlin 2021, ISBN 3-428-18104-2.
- Horst Wolfram Geißler (1893–1983). Hermeneutik der Daseinstiefe einer heiteren Literatur. Baden-Baden 2021, ISBN 3-8487-7963-3.